# Guido Coppa
Guido Américo Coppa Ávila (Santiago, Chile, 12 de noviembre de 1954) es un exfutbolista chileno que se desempeñaba en la posición de Lateral izquierdo.

## Trayectoria
Se inició en las divisiones inferiores del Club Deportivo Palestino en 1970, debutando como profesional en 1973 en la Primera División. Como jugador de Palestino fue subcampeón del Torneo Nacional de 1974 y logrando dos veces el título de Copa Chile en 1975 y en 1977. También con el cuadro árabe gana la Liguilla Pre-Libertadores 1975, disputando la Copa Libertadores 1976 ante los equipos uruguayos de Peñarol y Nacional.
En 1978 llega al club O'Higgins de Rancagua donde juega por ocho temporadas, ganó la Liguilla Libertadores 1978 y 1979, jugando la Copa Libertadores 1979 y Copa Libertadores 1980, en esta última el cuadro celeste avanzó a semifinales tras ganar el grupo que componían Colo-Colo y los cuadros paraguayos de Cerro Porteño y Sol de América, en el grupo semifinal cayó ante el uruguayo Nacional y el campeón de 1979 el Club Olimpia.
En 1983 fue subcampeón de Copa Chile y disputó la Copa Libertadores 1984. Dejó el cuadro rancagüino tras el descenso de 1985.
En 1986 juega en Audax Italiano donde al final de temporada se retira del fútbol profesional.

## Clubes
| Club           | País  | Año       |
| -------------- | ----- | --------- |
| Palestino      | Chile | 1973-1977 |
| O'Higgins      | Chile | 1978-1985 |
| Audax Italiano | Chile | 1986      |

## Palmarés
| Título     | Club      | País  | Año  |
| ---------- | --------- | ----- | ---- |
| Copa Chile | Palestino | Chile | 1975 |
| Copa Chile | Palestino | Chile | 1977 |